# Canis cedazoensis
Canis cedazoensis — це вимерлий вид дрібних псових, який був ендеміком Північної Америки в епоху плейстоцену, 1.8 млн років тому — 300 000 років тому.
Морфологія та зубний ряд C. cedazoensis припускають, що схожа на шакала тварина була більш гіперм'ясоїдною, ніж будь-який сучасний шакал. C. cedazoensis за розмірами близький до сучасного золотого шакала. Здається, він утворює ендемічну кладу з Canis thooides і Canis feneus і, можливо, походить від Canis lepophagus.